# Liste des matchs de l'équipe de Sarre de football par adversaire
Cette liste présente les matchs de l'équipe de Sarre de football par adversaire depuis son premier match officiel le 22 novembre 1950 contre la Suisse A'.
- Haut – A
- B
- C
- D
- E
- F
- G
- H
- I
- J
- K
- L
- M
- N
- O
- P
- Q
- R
- S
- T
- U
- V
- W
- X
- Y
- Z

## A

### Allemagne de l'Ouest
| Date            | Lieu                            | Match                        | Score | Compétition                                                       |
| 11 octobre 1953 | Stuttgart, Allemagne de l'Ouest | Allemagne de l'Ouest - Sarre | 3-0   | Qualification pour la Coupe du monde 1954 (Zone Europe, groupe 1) |
| 28 mars 1954    | Sarrebruck, Sarre               | Sarre - Allemagne de l'Ouest | 1-3   | Qualification pour la Coupe du monde 1954 (Zone Europe, groupe 1) |

Bilan
- Total de matchs disputés : 2
- Victoires de l'équipe de Sarre : 0
- Matchs nuls : 0
- Victoires de l'équipe d'Allemagne de l'Ouest : 2
- Total de buts marqués par l'équipe de Sarre : 1
- Total de buts marqués par l'équipe d'Allemagne de l'Ouest : 6

### Autriche A'
| Date            | Lieu              | Match               | Score | Compétition  |
| 27 mai 1951     | Sarrebruck, Sarre | Sarre - Autriche A' | 3-2   | Match amical |
| 14 octobre 1951 | Vienne, Autriche  | Autriche A' - Sarre | 4-1   | Match amical |

Bilan
- Total de matchs disputés : 2
- Victoires de l'équipe de Sarre : 1
- Matchs nuls : 0
- Victoires de l'équipe d'Autriche A' : 1
- Total de buts marqués par l'équipe de Sarre : 4
- Total de buts marqués par l'équipe d'Autriche A' : 6

## F

### France A'
| Date            | Lieu               | Match             | Score | Compétition  |
| 20 avril 1952   | Sarrebruck, Sarre  | Sarre - France A' | 0-1   | Match amical |
| 5 octobre 1952  | Strasbourg, France | France A' - Sarre | 1-3   | Match amical |
| 17 octobre 1954 | Lyon, France       | France A' - Sarre | 4-1   | Match amical |
| 9 octobre 1955  | Sarrebruck, Sarre  | Sarre - France A' | 7-5   | Match amical |

Bilan
- Total de matchs disputés : 4
- Victoires de l'équipe de Sarre : 2
- Matchs nuls : 0
- Victoires de l'équipe de France A' : 2
- Total de buts marqués par l'équipe de Sarre : 11
- Total de buts marqués par l'équipe de France A' : 11

## N

### Norvège
| Date            | Lieu              | Match           | Score | Compétition                                                       |
| 24 juin 1953    | Oslo, Norvège     | Norvège - Sarre | 2-3   | Qualification pour la Coupe du monde 1954 (Zone Europe, groupe 1) |
| 8 novembre 1953 | Sarrebruck, Sarre | Sarre - Norvège | 0-0   | Qualification pour la Coupe du monde 1954 (Zone Europe, groupe 1) |

Bilan
- Total de matchs disputés : 2
- Victoires de l'équipe de Sarre : 1
- Matchs nuls : 1
- Victoires de l'équipe de Norvège : 0
- Total de buts marqués par l'équipe de Sarre : 3
- Total de buts marqués par l'équipe de Norvège : 2

## P

### Pays-Bas
| Date             | Lieu                | Match            | Score | Compétition                                       |
| 16 novembre 1955 | Sarrebruck, Sarre   | Sarre - Pays-Bas | 1-2   | Match amical                                      |
| 6 juin 1956      | Amsterdam, Pays-Bas | Pays-Bas - Sarre | 3-2   | Match amical (Dernier match de l'équipe de Sarre) |

Bilan
- Total de matchs disputés : 2
- Victoires de l'équipe de Sarre : 0
- Matchs nuls : 0
- Victoires de l'équipe des Pays-Bas : 2
- Total de buts marqués par l'équipe de Sarre : 3
- Total de buts marqués par l'équipe des Pays-Bas : 5

### Portugal A'
| Date         | Lieu               | Match               | Score | Compétition  |
| 1er mai 1955 | Lisbonne, Portugal | Portugal A' - Sarre | 6-1   | Match amical |
| 3 juin 1956  | Sarrebruck, Sarre  | Sarre - Portugal A' | 0-0   | Match amical |

Bilan
- Total de matchs disputés : 2
- Victoires de l'équipe de Sarre : 0
- Matchs nuls : 1
- Victoires de l'équipe du Portugal A' : 1
- Total de buts marqués par l'équipe de Sarre : 1
- Total de buts marqués par l'équipe du Portugal A' : 6

## S

### Suisse
| Date         | Lieu              | Match          | Score | Compétition  |
| 1er mai 1956 | Sarrebruck, Sarre | Sarre - Suisse | 1-1   | Match amical |

Bilan
- Total de matchs disputés : 1
- Victoires de l'équipe de Sarre : 0
- Matchs nuls : 1
- Victoires de l'équipe de Suisse : 0
- Total de buts marqués par l'équipe de Sarre : 1
- Total de buts marqués par l'équipe de Suisse : 1

### Suisse A'
| Date              | Lieu              | Match             | Score | Compétition                                       |
| 22 novembre 1950  | Sarrebruck, Sarre | Sarre - Suisse A' | 5-3   | Match amical (Premier match de l'équipe de Sarre) |
| 15 septembre 1951 | Berne, Suisse     | Suisse A' - Sarre | 2-5   | Match amical                                      |

Bilan
- Total de matchs disputés : 2
- Victoires de l'équipe de Sarre : 2
- Matchs nuls : 0
- Victoires de l'équipe de Suisse A' : 0
- Total de buts marqués par l'équipe de Sarre : 10
- Total de buts marqués par l'équipe de Suisse A' : 5

## U

### Uruguay
| Date        | Lieu              | Match           | Score | Compétition  |
| 5 juin 1954 | Sarrebruck, Sarre | Sarre - Uruguay | 1-7   | Match amical |

Bilan
- Total de matchs disputés : 1
- Victoires de l'équipe de Sarre : 0
- Matchs nuls : 0
- Victoires de l'équipe d'Uruguay : 1
- Total de buts marqués par l'équipe de Sarre : 1
- Total de buts marqués par l'équipe d'Uruguay : 7

## Y

### Yougoslavie
| Date              | Lieu              | Match               | Score | Compétition  |
| 26 septembre 1954 | Sarrebruck, Sarre | Sarre - Yougoslavie | 1-5   | Match amical |

Bilan
- Total de matchs disputés : 1
- Victoires de l'équipe de Sarre : 0
- Matchs nuls : 0
- Victoires de l'équipe de Yougoslavie : 1
- Total de buts marqués par l'équipe de Sarre : 1
- Total de buts marqués par l'équipe de Yougoslavie : 5